# 武义江

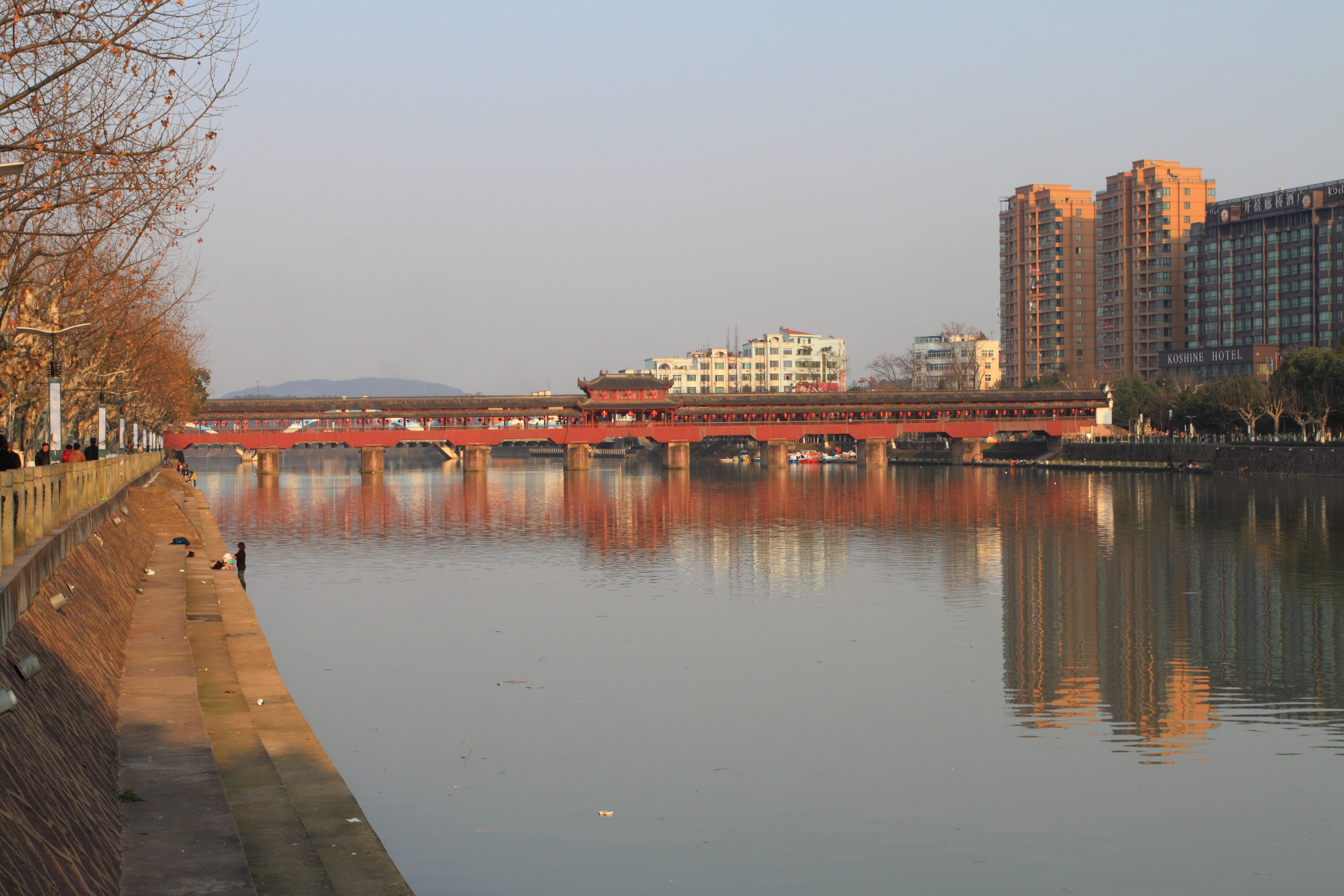
熟溪桥

武义江是钱塘江支流金华江的支流。是浙江金华市武义县境内最大的河流。主流长116千米，年均径流量约为10.8亿立方米。
武义江支流南溪发源于武义县泉溪镇千丈岩，与华溪汇合后称永康江，得名于武义县东邻的永康市。永康江在从永康市流入武义县境内后称为武义江。武义江在焦岩桥处进入金华市区，并在金华市区八咏楼前燕尾洲处同东阳江合流为金华江。赵孟頫诗《东阳八咏楼》中有“西流二水玻瓈合，南去千峰紫翠围”之语形容汇合处。
永康江上游支流有北溪的太平水库及杨溪的杨溪水库，武义江在金华市区的支流梅溪处有安地水库。